# Henrietta FitzJames
Henrietta FitzJames (1667 - 3 de abril de 1730), Señora viuda de Waldegrave y Condesa Titular de Newcastle, fue una hija ilegítima de Jacobo Stuardo, Duque de York, después de Jacobo II, rey de Gran Bretaña y de su amante, Arabella Churchill, hermana del gran duque de Marlborough.

## Vida
Henrietta era hermana del famoso James Fitz-James, I duque de Berwick. Fue criada como católica. 

### Matrimonios e hijos
El 29 de noviembre de 1683, se casó en una familia de la misma religión con Henry Waldegrave, 1.er Barón Waldegrave y por él tuvo dos hijos:
- Arabella Waldegrave.
- James Waldegrave.

Acompañó a su padre y su reina en su exilio, y vivió algunos años en Saint-Germain-en-Laye. Después de la muerte de su esposo en 1689, estuvo involucrada con un soldado irlandés, Mark Talbot.
Posteriormente se casó el 3 de abril de 1695, con Piers Butler, 3.er Vizconde de Galmoye. Había sido creado Conde de de Newcastle, en la nobleza jacobita, en 1692. El matrimonio no tuvo descendencia. Murió en 1730 y fue enterrada en Navestock.
Es una antepasada de los Condes Spencer y, por lo tanto, de Diana, Princesa de Gales.